# Antille Olandesi ai Giochi olimpici
Le Antille Olandesi hanno partecipato per la prima volta ai Giochi olimpici nel 1952.
Gli atleti antillo-olandesi hanno vinto una medaglia ai Giochi olimpici estivi, d'argento con Jan Boersma, mentre non ne hanno mai vinta alcuna ai Giochi olimpici invernali.
Il Consiglio Olimpico delle Antille Olandesi, creato nel 1931, venne riconosciuto dal CIO nel 1950 e sciolto nel 2011.

## Medaglieri

### Medaglie alle Olimpiadi estive
| Giochi                 | Oro              | Argento          | Bronzo           | Totale           |
| ---------------------- | ---------------- | ---------------- | ---------------- | ---------------- |
| 1952 Helsinki          | 0                | 0                | 0                | 0                |
| 1956 Melbourne         | non partecipante | non partecipante | non partecipante | non partecipante |
| 1960 Roma              | 0                | 0                | 0                | 0                |
| 1964 Tokyo             | 0                | 0                | 0                | 0                |
| 1968 Città del Messico | 0                | 0                | 0                | 0                |
| 1972 Monaco            | 0                | 0                | 0                | 0                |
| 1976 Montreal          | 0                | 0                | 0                | 0                |
| 1980 Mosca             | non partecipante | non partecipante | non partecipante | non partecipante |
| 1984 Los Angeles       | 0                | 0                | 0                | 0                |
| 1988 Seul              | 0                | 1                | 0                | 1                |
| 1992 Barcellona        | 0                | 0                | 0                | 0                |
| 1996 Atlanta           | 0                | 0                | 0                | 0                |
| 2000 Sydney            | 0                | 0                | 0                | 0                |
| 2004 Atene             | 0                | 0                | 0                | 0                |
| 2008 Pechino           | 0                | 0                | 0                | 0                |
| Totale                 | 0                | 1                | 0                | 1                |

### Medaglie alle Olimpiadi invernali
| Giochi              | Oro              | Argento          | Bronzo           | Totale           |
| ------------------- | ---------------- | ---------------- | ---------------- | ---------------- |
| 1988 Calgary        | 0                | 0                | 0                | 0                |
| 1992 Albertville    | 0                | 0                | 0                | 0                |
| 1994 Lillehammer    | non partecipante | non partecipante | non partecipante | non partecipante |
| 1998 Nagano         | non partecipante | non partecipante | non partecipante | non partecipante |
| 2002 Salt Lake City | non partecipante | non partecipante | non partecipante | non partecipante |
| 2006 Torino         | non partecipante | non partecipante | non partecipante | non partecipante |
| 2010 Vancouver      | non partecipante | non partecipante | non partecipante | non partecipante |
| Totale              | 0                | 0                | 0                | 0                |

### Medagliati
| Medaglia | Atleta      | Edizione  | Sport | Evento         |
| -------- | ----------- | --------- | ----- | -------------- |
| Argento  | Jan Boersma | Seul 1988 | Vela  | Classe Mistral |